# Nola breyeri
Nola breyeri är en fjärilsart som beskrevs av Köhler. Nola breyeri ingår i släktet Nola och familjen trågspinnare. Inga underarter finns listade i Catalogue of Life.